# Delahaye 175
La 175 era un'autovettura di lusso prodotta dal 1948 al 1951 dalla Casa automobilistica francese Delahaye.

## Sviluppo
La 175 faceva parte di quel programma di rinnovamento della gamma che la Casa francese ritenne necessaria nell'immediato dopoguerra. Le risorse economiche erano scarse a causa del conflitto, ma la Casa contò ugualmente di riuscire a creare qualcosa di un po' più moderno utilizzando ciò che già si aveva a disposizione, senza dover investire in qualcosa di nuovo.

## Tecnica
La 175 era una elegante vettura con carrozzeria convertibile, che montava un motore a 6 cilindri da 4455 cm³, in grado di erogare una potenza massima in tre livelli: 140, 160 e 185 CV, permettendo punte velocistiche rispettivamente di 165, 173 e 180 km/h.

## Versioni speciali

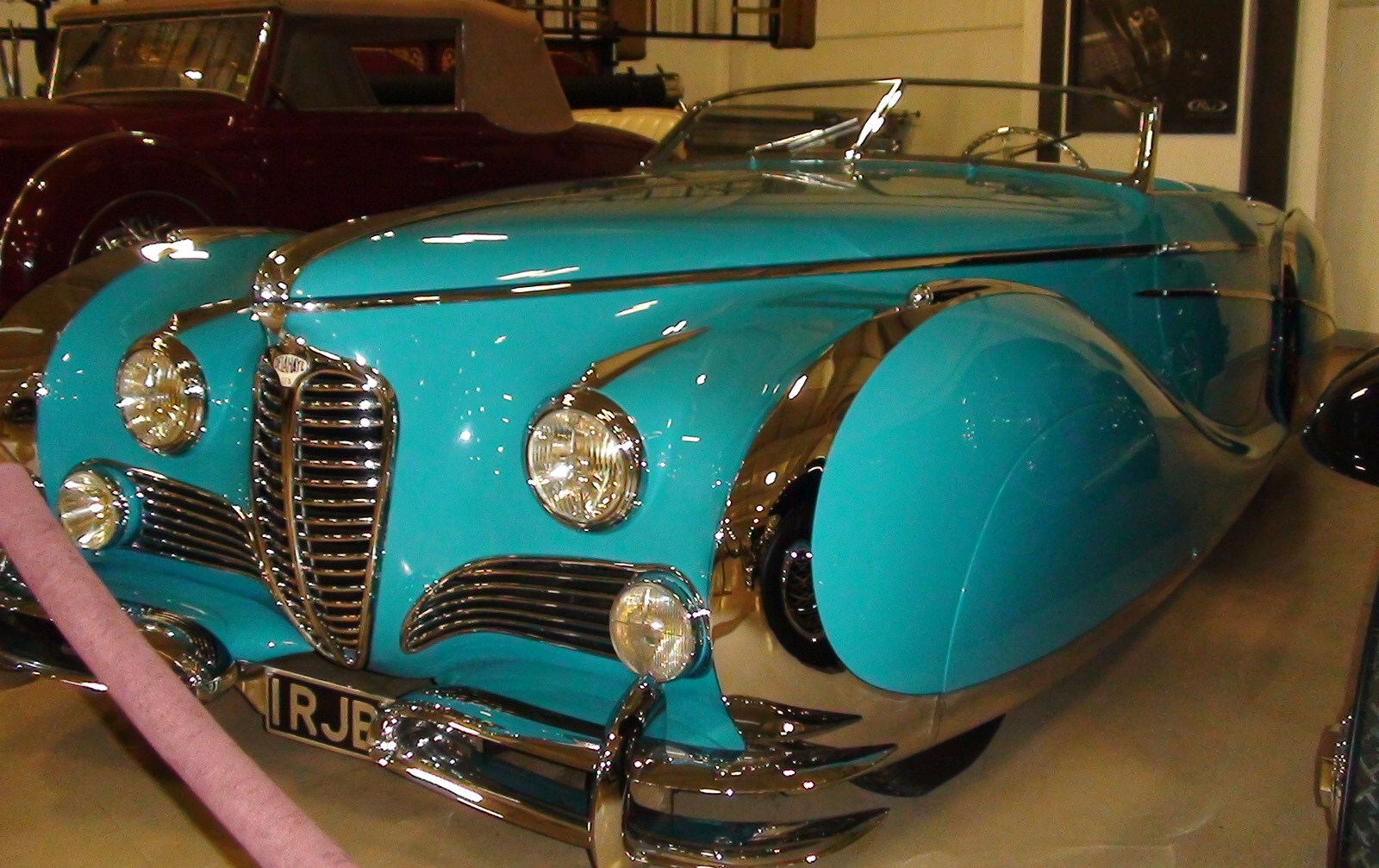
La Delahaye 175 S Saoutchik Roadster

### Delahaye 175 S Saoutchik Roadster
Una versione speciale della 175 S venne creata per l'attrice Diana Dors. Denominata Saoutchik Roadster, aveva il corpo vettura estremamente aerodinamico e su cui vi erano numerosi elementi cromati. Era equipaggiata con un propulsore 4.5, sospensioni posteriori De Dion, sospensioni anteriori Dubbonet e freni Lockheed. Fu tra le prime vetture ad avere installate a bordo la radio e l'aria condizionata.

## Attività sportiva

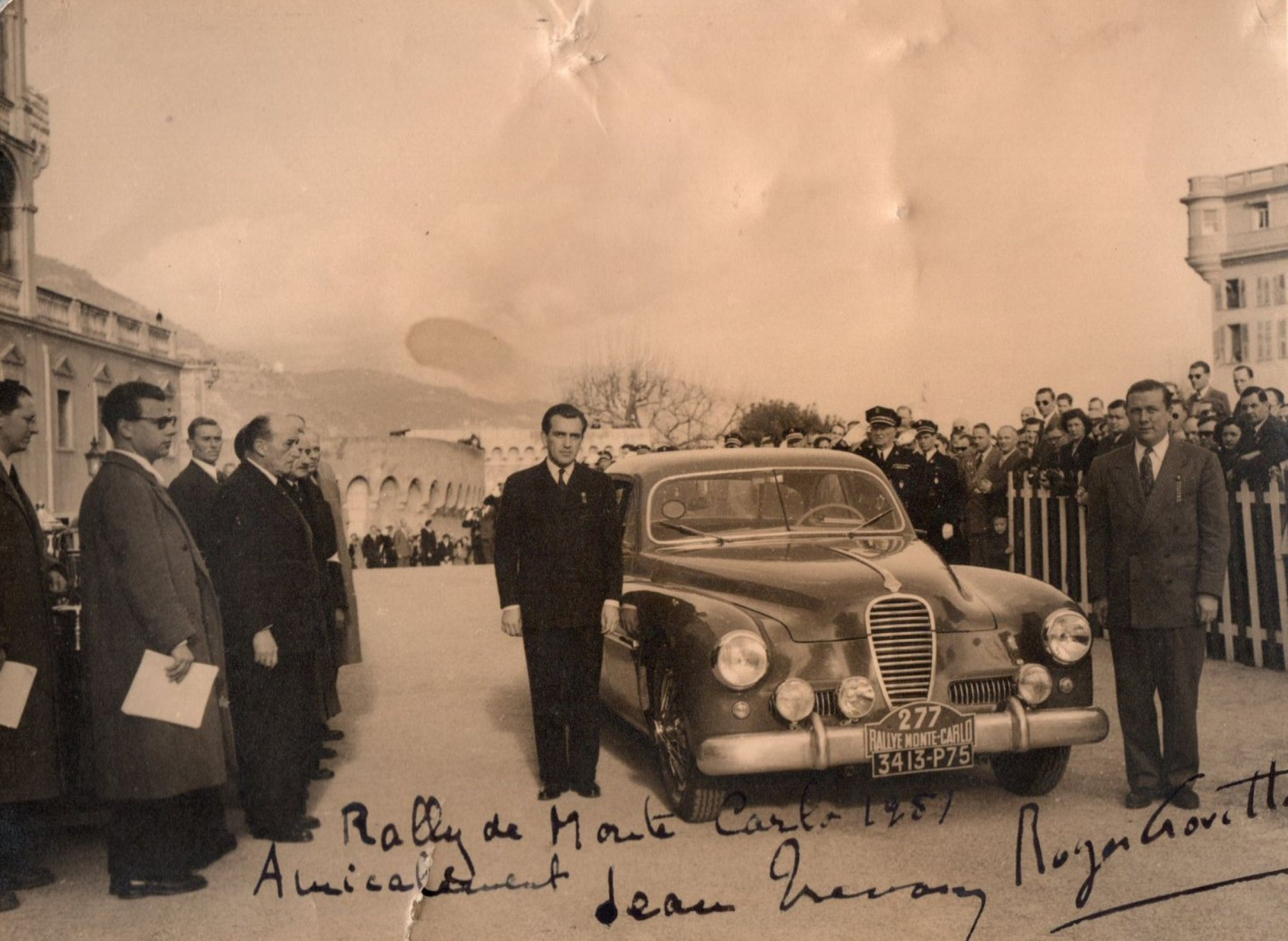
Trévoux e Crovette, Rallye Monte Carlo, 1951

Una Delahaye 175 S, condotta dall'equipaggio Trévoux/Mariotti, fu uno dei tre equipaggi europei che si presentarono alla 1ª Carrera Panamericana del 1950, conquistando un onorevole 12º posto assoluto. 
Ma a causa del periodo critico per l'economia di tutti, la 175 non incontrò alcun successo commerciale. Dalla 175 derivò anche la 180, simile nell'architettura e nella meccanica, e simile anche nel triste destino commerciale.

Furono entrambe pensionate nel 1951.